# Лопе де Вега
Лопе Феликс де Вега Карпио (на испански: Lope Félix de Vega y Carpio) е испански поет, драматург и прозаик, един от най-значимите представители на Испанския златен век. Спряган е за баща на испанския национален театър и испанската комедия и заедно с Тирсо де Молина и Калдерон де ла Барка е един от най-важните фигури на испанския бароков театър. В Испания той не отстъпва по популярност на Мигел де Сервантес и неговите пиеси продължават да се поставят на сцена и до днес.
Лопе де Вега е най-плодовитият писател в испанската литература, а според някои изследователи дори в световната. Приписват му се около 3000 сонета, 3 романа, 4 кратки романа, 9 епически поеми, 3 дидактически поеми и стотици комедии (1800 според Хуан Перес де Монталбан).
Приятел на Франсиско де Кеведо и Хуан Руис де Аларкон, враг на Луис де Гонгора и в постоянно съперничество с Мигел де Сервантес, Лопе де Вега води живот, изпълнен с безкрайни приключения. Неговият житейски път е също толкова непредвидим, колкото и творчеството му. Въпреки антипатията, която изпитва към него, Мигел де Сервантес го нарича el monstruo de la naturaleza, което може да се преведе като „чудото на природата“, но също и „чудовище на природата“.

## Биография

### Младост
Лопе Феликс де Вега Карпио е роден на 25 ноември 1562 г. в Мадрид, Пуерта де Гуадалахара. Произхожда от скромно благородническо семейство, което според самия Лопе, имало парцел земя във Вега де Кариедо, днес Вега де Вилафуфре, Кантабрия. Той е син на преуспяващия шивач-занаятчия, успял да получи дворянско звание, Феликс де Вега и Франсиска Фернандес Флорес. Няма точни данни за майка му, но за неговия баща е известно, че след кратък престой във Валядолид се е преместил в Мадрид през 1561 г. По-късно самият Лопе де Вега разказва, че баща му е бил привлечен в столицата от любовно приключение. Там той се запознава с бъдещата си съпруга. Лопе де Вега е бил затворено и саможиво дете, едва на 5-годишна възраст знаел латински и испански. По същото време започва да пише и стихове. Според Монталбан първата си пиеса завършва, когато е на дванадесет години. Възможно е това да е комедията „Истинският любовник“, въпреки че текстът, който днес познаваме вероятно е претърпял по-късни редакции.
Големият талант на Лопе го отвежда в училището на поета и музикант Висенте Еспинел в Мадрид. На него Лопе де Вега посвещава една от своите комедии („El caballero de Illescas“), както и един сонет. Учи в реномирания духовен колеж на театинците, а после следва 4 години в университета на Алкала де Енарес. Има различни теории за причината, поради която не успява да придобие диплома. Според някои е принуден да се откаже от образованието заради преждевременната смърт на баща си, а според други – неговите благодетели спират да плащат за обучението му заради неговото непостоянно и несериозно поведение.
През 1583 г. се включва във флота и заминава за Азорските острови, където участва в битката на остров Терсейра под командването на бъдещия си приятел дон Алваро де Басан, маркиз на Санта Круз. По-късно Лопе ще посвети комедия на сина на маркиза.
След завръщането си в Испания той влиза в театралните кръгове на Мадрид. От този период датира и връзката му с дъщерята на известния актьор и шеф на „компания“ Васкес – Елена Осорио. След скарването си с нея, той пише сатири срещу нея и семейството ѝ, които стават причина да бъде осъден на изгнание.

### Години на изгнание
Елена Осорио е първата голяма любов на Лопе де Вега. В любовната му поезия тя се появява под името Филис. През 1587 г. Елена приема брак по сметка с благородника Франсиско Перено Гранвела, племенник на могъщия кардинал Гранвела. Разочарован и обиден от нейното предателство, Лопе пише следните стихове:
| „ | Una dama se vende a quien la quiera. En almoneda está. ¿Quieren compralla? Su padre es quien la vende, que aunque calla, su madre la sirvió de pregonera… | “ |

Заради тези и множество други стихотворения и сонети той е осъден на изгнание за 8 години от столицата и 2 години от Кастилия. Отправена му е и заплаха за смъртна присъда, в случай че не се подчини на присъдата. Години по-късно Лопе де Вега ще си спомни за любовта си с Елена Осорио в романа „Доротея“. По това време обаче той вече е влюбен в Исабел де Алдерете и Урбина (далечна роднина на майката на Сервантес), дъщеря на кралския художник Диего де Урбина. С нея сключва брак на 10 май 1588 г. след като я „отвлича“ от дома ѝ с нейно съгласие. В стиховете му се появява като Белиса.
На 29 май 1588 г. опитва да се захване отново с военната си кариера като се записва в Непобедимата армада, където служи в галеона „Сан Хуан“. Тогава написва епическата поема „Красотата на Анхелика“, в която доразвива мотиви от героикомическите творби на Боярдо и Ариосто. Възможно е включването му във войската, мобилизирана за нападението на Англия, да е било условие, поставено от родителите на Исабел де Урбина. Те желаели да отдалечат от себе си и от дъщеря си един толкова неподходящ зет.
През декември 1588 г. се връща след като Непобедимата армада е разгромена и се отправя към Валенсия, като нарушава присъдата си, преминавайки през Толедо. До 1590 г. живее във Валенсия с Исабел, работи, променя и подобрява стила си. В този период спира да спазва правилото за единство на действието. Факт, заради който по-късно ще понесе множество нападки.
След като изминават двете години, се мести в Толедо, където служи на дон Франциско де Рибера Баросо, а по-късно постъпва на служба при маркиз де Малпика и става секретар на херцога на Алба, дон Антонио Алварез де Толедо. В този период чете Хуан дел Енсина, от когото взима някои от характерните си персонажи. През есента на 1594 г. умира Исабел де Урбина, както и двете му дъщери. Тогава Лопе де Вега пише своя пасторален роман „Аркадия“.

### Завръщане в Кастилия
През декември 1595 г. са изминали осемте години изгнание и Лопе се заръща в Мадрид. Още на следващата година отново е съден за незаконната си връзка с актрисата Антониа Трийо.
През 1598 г. се жени за Хуана де Гуардо, дъщеря на богат търговец на месо. Смята се, че това е брак по сметка, което го прави причина за много подигравки (напр. от страна на Луис де Гонгора). В този период Лопе се връща на работа като личен секретар на Педро Фернандес де Кастро и Андраде и остава при него до 1603 г., когато заминава за Севиля. В този период поддържа сериозна връзка и с бившата актриса Микаела де Лухан (появява се като Камила Лусинда или Селия в лириката му), в която е влюбен.
Дълги години Лопе поддържа едновременно връзки с по няколко жени и има поне 15 деца от всички тях. Познати са ни имената на Херонима де Бургос, както и на Мария де Арагон. За да може да си позволи този начин на живот, той работи много, създавайки стотици произведения, най-вече лирика и комедии, които често са издавани дори без негово разрешение.
На 38 години той най-накрая успява да редактира и да издаде част от творбите си без външна намеса. Като първи професионален автор на испанска литература, пледира, за да получи авторски права. Постига поне правото да редактира собствените си текстове преди да бъдат публикувани.
През 1605 г. започва работа при Луис Фернандес де Кордоба и де Арагон. През 1609 г. публикува „Ново изкуство да се пишат комедии“, теоретична творба, обвързана с почти всички значими писатели в Мадрид. Сред тях е Франсиско де Кеведо, който е близък приятел на Лопе, както и Мигел де Сервантес.

### Духовничество
В живота на Лопе де Вега следва период, белязан от дълбока екзистенциална криза, провокирана от смъртта на негови близки. През нощта на 19 декември 1611 г. писателят става жертва на опит за убийство, от който едва успява да се спаси. Същата година той става член на Ордена на францисканците. През 1612 г. след дълго боледуване умира обичания от него син Карлос Феликс. На 13 август 1612 г. умира съпругата му по време на раждането на дъщеря му, Фелисиана. Всичко това дълбоко разстройва Лопе и на 24 май 1614 г. той решава да приеме монашески сан. Това обаче не слага край на множеството му любовни връзки, което го води до още по-сериозно объркване, заради осъзнаването, че извършва грях.
В писмата си от периода той дава израз на съмненията си за това какъв трябва да бъде животът му оттук нататък. Отражение на тази екзистенциална криза личи в Rimas sacras, пубиликувани през 1614 г. Книгата е интроспективна, що се отнася до сонетите, но от друга страна, поемите предлагат поглед към религията и отдават почит на различни светци.
Изненадан от революцията в естетиката, която Луис де Гонгора провокира с Las Soledades, Лопе се отдалечава все повече от култеранизма и продължава да развива една смес от консептизъм и италианската традиция. Заклеймил новата естетика, той се подиграва с нея винаги, когато има възможност. Гонгора отговаря на постоянните индиректни нападки с някои сатири.
По същото време на Лопе му се налага да се защитава от постоянните упреци, че в комедиите си не спазват закона за единство на време, място и действие. Той обаче е подкрепен от своите приятели хуманисти, предвождани от Франсиско Лопес де Агилар, който през 1618 г. пише Expostulatio Spongiae a Petro Hurriano Ramila nuper evulgatae. Pro Lupo a Vega Carpio, Poetarum Hispaniae Principe в негова защита. Текстът съдържа мнението на автори, сред които са Томас Тамайо де Варгас, Висенте Маринер, Педро де Падия, Хуан Луис де ла Серда, Франсиско де Кеведо, Висенте Еспинел и др. Вдъхновен от тази подкрепа, Лопе продължава да пише, въпреки нападките. Публикува четири пиеси с митологичен сюжет – „Филомена“ (1621), „Андромеда“, „Цирцея“ (1624) y „Бялата роза“ (1624). Връща се към историческата тематика с „La corona trágica“ (1627), чийто сюжет е базиран на историята за живота и смъртта на Мария Стюарт.

### Последни години
На 56-годишна възраст пламва последната му голяма любов към Марта де Наварес, което може да се приема за светотатство, имайки предвид монашеския му сан. Марта била красива жена със зелени очи, както пише Лопе в поемите, които ѝ посвещава. В поезията си я нарича Амаралис или Марсия Леонарда.
В този период пише преди всичко комична и философска поезия, развивайки темите за старостта и за бурната младост. През 1627 г. става част от Малтийския орден, което е голямо признание за него. Интересът на Лопе към рицарските ордени го подтиква да напише El valor de Malta. Основна в текста е темата за морските битки, които орденът води с турците из цялото Средиземноморие. Въпреки всички почести, които поучава от краля и от папата, последните години на Лопе не са щастливи. В края да двадесетте той боледува тежко.
Марта ослепява през 1626 г. и умира 6 години по-късно, когато вече е загубила и разсъдъка си. Нещастията за Лопе не спират дотук. Синът му, Лопе Феликс (от Микаела де Лухан), се удавил през 1634 г. на остров Маргарита, близо до Венецуела. По същото време дъщеря му, Антония Клара, е отвлечена от един идалго, който е влюбен в нея, но малко след това е изоставена от него.
Изоставен от всички, сам и изпълнен с носталгия, Лопе де Вега умира на 27 август 1635 г. Погребан е в църквата „Сан Себастиан“, на улица „Аточа“. В средата на века обаче останките му са пренесени в общ гроб. Над 200 автори пишат текстове по повод неговата смърт. Още докато е жив творбите му се ползват с едва ли не митична репутация. „На Лопе е“ е фраза често използвана, за да се докаже високото качество на някое произведение. Този факт понякога затруднява потвърждаването на авторството на някои от комедиите му.

### Бракове и потомство
През целия си живот Лопе де Вега е пламенен любовник, завоевател на женските сърца и това често му носи неприятности. Общо има 15 деца, за които съществуват сведения.
- С Мария де Арагон (наричана Марфиса в произведения му), дъщеря на фламандски пекар, Жамо де Антверп:
  - Мануела, вероятно неговото първородно дете. Кръстена на 2 януари 1581, умира на 11 август 1585

След края на връзката им Марфиса се омъжва през 1592 и умира на 6 септември 1608.
- С Исабела Ампуеро де Алдерете Диас де Рохас и Урбина, неговата първа съпруга, с която сключва брак на 10 май 1588, след като я отвлича от бащиния ѝ дом (въпреки че тя доброволно тръгва с него):
  - Антония, родена вероятно през 1589 г., умира през 1594 г., малко преди майка си.
  - Теодора, родена през ноември 1594 г., умира съвсем малка, между 1595 г. и 1596 г.

Исабел де Урбина умира при раждаенто на втората си дъщеря.
- С Хуана де Гуардо, негова втора съпруга от 25 април 1598 г. Тя е дъщеря на Антонио де Гуардо, богат търговец на месо и риба в Мадрид. Смята се за брак, сключен по сметка.
  - Хасинта, кръстена в Мадрид на 26 юли 1599 г., вероятно умира докато е бебе.
  - В писмо до свой приятел от 14 август 1604 г., Лопе пише, че съпругата му очаква дете. През 1627 г. Лопе споменава за своята дъщеря Хуана, която вече е починала. Имайки предвид името и датите е вероятно тази дъщеря да е детето, родено през 1604 г.
  - Карлос Феликс, кръстен на 28 март 1606 г. Смята се, че е роден през 1605 г. Любим син на Лопе, той умира на 1 юни 1612 г. след дълго боледуване. Съсипаният баща му посвещава елегия, публикувана в Rimas Sacras.
  - Фелисиана, родена на 4 август 1613 г. Единственото законно дете на Лопе, което преживява детството. Омъжва се за Луис де Усатеги, на 18 декември 1633 г. Тя има 2 деца: дъщеря, която става монахиня, и син – капитан Луис Антонио де Усатеги и Вега.

Хуана де Гуардо умира 9 дни след раждането на дъщеря си, на 13 август 1613 г. Лопе не се жени никога повече. На 12 март 1614 заминава в Толедо (отсяда в къщата на Херонима де Бургос, с която поддържа връзка), където получава монашески сан. На 29-и отслужва първата си служба в църквата „Carmen Descalzo“ в Мадрид.
- С актрисата Микаела де Лухан, омъжена за Диего Диас, който се установил в Перу, където умира през 1603 г. Майка на 9 деца. Пет от тях са от Лопе, с когото поддържа връзка почти 15 години (вероятно е започнала около 1599 г.):
  - Анхела
  - Марияна
  - Феликс, кръстена на 19 октомври 1603 г.
  - Марсела, кръстена на 8 май 1605. На 2 февруари 1621 г. се замонашва. Тя е единственото дете на Лопе, което го надживява.
  - Лопе Феликс, роден на 28 януари 1607 г. Своенравно дете, което обичало литературата като баща си. Става военен и умира през 1634 г. при корабокрушение.
- С Марта де Неварес (Марсия Леонарда от романите и Амарилис от поезията и писмата), родена през 1591 г. и омъжена на 8 август 1604 г. (против волята си) за Роке Ернандес де Аяла – търговец, с когото скоро се разделя. Любителка на поезията, пишела стихове, пеела и танцувала, била и талантлива актриса (представила една комедия на Лопе в дома си). Началото на тяхната връзка е около септември 1616 г.:
  - Антония Клара (Кларилис), родена на 12 август 1617 г. Най-малкото му дете. Тя напуска бащиния дом на 17 август 1634 с дон Христофор Тенорио, рицар от Ордена на Сантяго. Лопе никога не се възстановява след това.

Марта де Неварес ослепява през 1622 г. и малко след това полудява. Лопе се грижи за нея до смъртта ѝ на 7 април 1632 г. Това е последната значима връзка в живота на Лопе де Вега.
Освен това Лопе де Вега има още две деца от краткотрайни връзки:
- Фернандо Пелисер, плод на връзката му с една валенсианка
- Луис, майка му е неизвестна

## Проза

### „Доротея“
Лопе де Вега нарича това свое произведение „действие в проза“. Изследователите определят творбата като роман, а някои я оприличават на „Селестина“ на Фернандо де Рохас. Романът е силно автобиографичен и в основата му е залегнала любовната история между Елена Осорио и Лопе де Вега, погледната от дистанцията на времето. Образите на героите – дон Фернандо и доня Бела – напомят своите прототипи. Реализмът и психологизмът, с които се характеризира романа, го правят роман от ренесансов тип. Текстът е публикуван 1632 г.

### „Аркадия“
„Аркадия“ е пасторален роман, написан по модела на произведението на Якопо Санадзаро. Лопе го издава в Мадрид през 1598 г. Имал е значителен успех. Превръща се в най-преиздаваното произведение на автора през 17 век. Знае се за поне 20 издания между 1658 г. и 1675 г. Романът съдържа над 160 поеми с различна дължина. Големият им брой може да ни наведе на мисълта, че прозаичният разказ се появява като допълнение, за да могат да бъдат представени поетични текстове, създадени по-рано.

### Pastores de Belén
Този пасторален роман е издаден в Мадрид през 1612 г. Произведението се радва на голям успех и същата година е издадено и в Памплона и Лерида и има още 6 издания в рамките на жизнения път на автора си. Както и „Аркадия“ текстът е смесица от прозаични фрагменти и любовни стихове. Представени са и някои евангелски епизоди свързани с Рождеството. Съдържа 167 стихотворения с различно стихосложение.

## Поеми

### „Драгонтея“
Лопе е имал желание да се превърне в най-значимия автор на епически поеми в Испания и полага множество усилия за тази цел. Първата епическа поема, която издава, е „Драгонтея“, макар че около публикуването ѝ има някои проблеми. Властите в Кастилия не му дават разрешение да я издаде през 1598 г. и затова се налага да бъде отпечатана първо във Валенсия. Основавайки се на разрешението, получено от валенсианските власти, Лопе решава отново да опита да я издаде в Кастилия, но отново не успява. Не само че не му позволяват ново издание, но нареждат да бъдат иззети всички екземпляри, които са на територията на Кастилия. Това не спира поета и той все пак успява да публикува произведението си в Мадрид през 1602 г. В текста разказва за приключенията на сър Францис Дрейк из американските земи и неговата смърт в ръцете на генерал Алонсо де Сотомайор. Лопе отбелязва, че е бил вдъхновен, от една кралска аудиенция, на която присъства, където чува свидетелствата на няколко души, които са присъствали на събитията. Друг вероятен източник на информацията са творбите на Хуан де Кастелянос.

### „Исидро“
„Исидро“ е агиографска поема, която разказва за живота на патрона на Мадрид – Свети Исидро. Представен е и животът на селяните, на който авторът винаги се е възхищавал. Лопе е обичал природата и винаги е желаел да бъде в постоянен контакт с нея. Но това произведение е и своеобразна биография, защото Лопе е изчел всички съществуващи документи за светеца и е използвал всичката информация, до която е успял да се добере.

### „Завоюваният Ерусалим“
Поемата е публикувана през февруари 1609 г., под заглавие „Завоюваният Ерусалим, трагична епопея“. Имаме основания да смятаме, че е написана няколко години по-рано, защото Лопе я споменава още в предговора на своя книга от 1604 г.
Тази поема, посветена на Филип III, представя неточни историчеки факти. Според текста в Третия кръстоносен поход, чиято цел е осовбождаването на светите земи от мюсюлманска власт, участва самият кастилски крал, придружен от множество ерудити. Във войската със сигурност е имало испанци, но не и самият крал. Всяка една от двайсетте песни е предхождана от резюмиран сюжет във формата на сонет. Произведението започва с посвещение на приятел на Лопе – Франциско Пачеко, художник и поет.

## Драма

### Обща характеристика
Лопе де Вега не е основоположник на испанския театър, но осъществява своеобразна театрална реформа в Испания. Творчеството му носи белезите на импровизационната стихия на италианската комедия дел арте. Лопе де Вега утвърждава един типично национален испански театър и драма. В него ясно се проявява испанската психология и национален характер.
Лопе де Вега реформира испанската драматургия и утвърждава класичаския испански театър на Златния век. В своите произведения той смесва комично и трагично, нарушава триединствата, предложени още от Аристотел: едиство на действието (да се разказва само една история), единство на времето (действието да се развива в рамките на 24ч), единство на мястото (действието да се развива на едно-единствено място).
По отношение на единството на действието, комедиите на Лопе разказват две истории – една главна и една второстепенна. Понякога двете паралелни линии, които се развиват са на любовната двойка на господарите и на любовната двойка на слугите. Обикновено втората двойка е пародия на първата, като внася комичен елемент в творбата. Единството на времето е препоръчително да се спазва, но все пак има комедии, които разказват за целия живот на индивида. Що се отнася до единството на мястото, то също не се спазва винаги. Не само това, но Лопе си позволява и да смесва комично и трагично.
Трите основни теми на неговата драматургия са любовта, вярата и честта. Лопе отделя специално внимание на женската публика. Той препоръчвал да се „излъже с истината“ и да се накара публиката да повярва в развръзки, които след това може и да не се развият по предвидения начин. Характерни персонажи за неговите комедии са дръзките жени, които се държат като мъже, и нерешителни мъже, които се държат като жени. По находчивост и съобразителност, мъжките персонажи на Лопе де Вега отстъпват на женските. Героините му са смели, настоятелни, дръзки, съобразителни. Заедно с Шекспир, Лопе де Вега създава галерия от обаятелни женски образи.
Лопе де Вега представя вижданията си по отношение на драматургията в текста „Новото изкуство да се пишат комедии в наше време“ (1609 г), написан в бял стих. Той установява и разделянето на испанската комедия на три действия – първото, което съдържа завръзката, второто – усложнения, а третото – допълнителни усложнения и развръзка. Драматургът си служи с различни стихотворни размери и форми, сред които десетостишие, сонет, романс, октава, терцина, редондиля. Най-често при него се срещат стихът на романса и редондилията. С „Новото изкуство да се пишат комедии в наше време“ Лопе завършва реформата на испанския театър.
Друга особеност в неговите драми е развититето на любовната интрига, тъй като Лопе смята, че любовта е рожба на ревността. В любовните комедии се натъкваме на типизирани персонажи, напомнящи до известна степен фигурите на италианската комедия дел арте. Трите основни са дамата (la dama), кавалерът (el caballero) и хитрият слуга (el gracioso). Действието в тези драми винаги се развива в Испания – Мадрид, Севиля, Валенсия. Драматургическата линия се усложнява от интриги и случайности, но в тях личи определена систематичност.

### Класификация
Драматичите творби на Лопе са писани само за сцена и авторът не е пазел нито едно копие при себе си. Екземплярът е бил съкращаван, поправян, дописван и променян от актьорите, тъй като някои от тях били и писатели на комедии.
Между 1604 г. и 1647 г. са публикувани 25 тома, които представят комедии на Лопе, въпреки че първите томове са издадени без съгласието на драматурга.
Според Хуан Перес де Монталбан, автор на комедии и последовател на Лопе, той е написал около 1800 комедии и 400 литургически драми, от които много са загубени. Самият автор е по-скромен и оценява, че е написал около 1500 драми. Дори така обаче цифрата изглежда твърде преувеличена. За да го обясни, Шарл Венсан Обрюн предполага, че драматургът само е начертавал план и е съставял основните сцени, а актьорите са дописвали текста. Според поетите от епохата Лопе работел с поне трима други драматурзи.
Според изследване на Юго Рене и Кастро произведенията, които могат да бъдат приписани на Лопе със сигурност, са 723 заглавия, от които 219 са загубени.
Марселино Менендес Пелайо, един от първите му издатели, използвайки за критерий темата на произведението и източниците, разделя драмите на Лопе на 11 групи. Тази класификация на моменти е неточна, тъй като някои произведения отговарят на критериите за повече от една група:
- Драма за герои – теми от националната история и герои, които имат реални прототипи; продемокраични и националистични идеи; идеализират се както богатите земевладелци (Peribáñez y el comendador de Ocaña, 1605 – 12), така и селяните (напр. „Фуентеовехуна“ (1612 – 14) – тук героят е колективен, както и в „Нумансия“ на Сервантес; Los comendadores de Córdoba (1598), El mejor alcalde, el rey (1620 – 23), El rey don Pedro en Madrid (1618), Audiencias del rey don Pedro (1613 – 20) y La estrella de Sevilla (1623)
- Драми за честта и отмъщението Los comendadores de Córdoba, El médico de su honra, El alcalde de Zalamea, Las paces de los reyes y judía de Toledo (1610 – 12) – за Алфонсо VIII; El castigo sin venganza, вдъхновена от една новела на Матео Бандело; El castigo del discreto (1598 – 1601); Las ferias de Madrid (1585 – 89); La locura por la honra (1610 – 12); El bastardo Mudarra (1612), вдъхновена от Cantar de los siete infantes de Lara от 10 век; драмата има общи черти с „Електра“ на Софокъл и „Крал Лир“ на Шекспир
- Исторически драми: взимат сюжет от испанската история – Las almenas de Toro (1612 – 13), единствената творба, която разработва темата за Сид; El mejor alcalde el rey, El mejor mozo de España (Фернандо II); El cerco de Santa Fe.

Понякога в тези драми се преплитат два сюжета, както например в La campana de Aragón (около 1600), където използва легендата за отмъщението на камбаната в Уеска и историята за управлението на Педро Арагонски, Алфонсо I и Рамиро II Монаха. Лопе винаги е проявявал специален интерс към историята и дори е искал да бъде кралски хронист.
- Драми, основани на романси: през 16 и 17 век романсите стават изключително популярни. Испанците се харесвали драмите на Гийен де Кастро, в които чували откъси от романси. От този тип комедии е например „Младостта на Сид“; Лопе пише El caballero de Olmedo (1622) – за управлението на Хуан II (1406 – 1654)

- Драми за външни събития – ползват за сюжет събития от европейската история – El duque de Viseo [1608 – 09]. Roma abrasada (1598 – 1600). El gran duque de Moscovia (1606). La reina Juana de Nápoles (1597 – 1603).

- Комедии на навика – комедии за испанските културни стереотипи в градовете и селата. Текстовете са сатирични и имат морализаторска цел. El villano en su rincón (1614 – 1616) – представя живота на обикновения човек, живеещ на село; Castelvines y Monteses (1606 – 12) – основава се на роман на Матео Бандело, който използва и Шекспир за „Ромео и Жулиета“, въпреки че в комедията на Лопе двамата герои сключват брак и семействата заживяват в мир; Los novios de Hornachuelos. Наричани са също градски комедии или палатински комедии.
- Комедии на плаща и шпагата – имат за главен герой някой от аристокрацията или високата буржоазия. В тях интригата винаги е любовна или комична, без кърваво отмъщение, обратно на драмите на честта: La noche de San Juan (1631)
- Комедия на интригата, в които основни са женските персонажи: La dama boba (1613). Los melindres de Belisa (1608). Las bizarrías de Belisa (1634). El perro del hortelano (1613). El acero de Madrid (1610). La viuda valenciana (1604). La mal casada (1610 – 15). En estas comedias terminaría por hacerse un maestro su discípulo Tirso de Molina.
- Пасторални драми – по модел на италианските ренесансови автори
- Митологически – използват като източник „Метаморфози“ на Овидий; това са драми, представяни пред високата аристокрация, включително пред краля. Понякога самите аристократи уччаствали в представленията. За тях се използвала повече сценична техника, а понякога включвали и музика - Adonis y Venus, El vellocino de oro (1620), El laberinto de Creta (1612 – 15).
- Религиозни драми – черпят сюжети от новозаветните текстове, от живота на светци и легенди за мъченици. Много от тях се представяли на празника на съответния светец. La creación del mundo (1631 – 35), La hermosa Ester (1610), Barlán y Josafat (1611), sobre la versión occidental de la leyenda de Buda), El divino africano (1610) – за живота на Свети Августин, San Isidro de Madrid (1604 – 06), San Diego de Alcalá (1613)

### Публикуване на драмите
Лопе често се оплаквал, че ръкописите, които давал на издателите били променяни, редактирани, адаптирани и често издавани без неговото разрешение. Това продължавало до 1604 г., когато започват да излизат томове с негови произведения. Уморен от това творчеството му да се печата без да му се отделя достатъчно внимание и без да бъде редактирано, Лопе пледира срещу Франциско де Авила, който подготвял шеста част на неговите Комедии през 1615 г. Авила печели правата за Седмия и Осмия том и ги печата. Най-накрая през 1617 г. Лопе де Вега успява сам да издаде Девета част и така продължава да публикува творчеството си до том 20.
Забрана за издаване на комедии от 1625 г. му попречва да продължи да печата творбите си. Тогава той успява да публикува някои от тях като част от сборници със смесено съдържнание. Забраната важи до 1634 г. Тогава Лопе вече е приготвил 21. и 22. част, но умира преди да успее да ги публикува.

### Лирика
- Romancero general (1600)
- Rimas (1604)
- Cuatro soliloquios o Soliloquios (религиозна поезия, 1612)
- Rimas sacras (1614)
- Romancero espiritual (1619)
- Justa poética en honor de san Isidro (1620)
- „Аркадия“, 1621 г.La Filomena con otras diversas rimas, prosas y versos (1621)
- Fiestas en la canonización de san Isidro (1622)
- La Circe con otras rimas y prosas (1624)
- Triunfos divinos, con otras rimas (1625)
- Soliloquios amorosos (1629)
- Laurel de Apolo (1630)
- Amarilis (1633)
- Rimas humanas y divinas del licenciado Tomé de Burguillos (1634)
- Filis (égloga, 1635)
- La Vega del Parnaso (1637)

### Поеми
- „Драгонтея“ (1598) – авантюрно-сатирична поема, посветена на проучить пират – адмирал Франсис Дрейк
- „Исидро“ (1599)
- Fiestas de Denia (1599)
- „Красотата на Анхелика“ (1602)
- „Завоюваният Ерусалим“ (1609) – крал Алфонсо VIII и неговите рицари са в центъра на повествованието
- Corona trágica (1627)
- „Гатомакия“ (1634) – пародиен анималистичен епос, вдъхновен от древногръцката поема „Войната между котките и мишките“

### Византийски роман
- El peregrino en su patria (1604)

### Пасторални романи
- „Аркадия“ (1598)
- Pastores de Belén (1612)

### Селестински роман
- La Dorotea (1632)

### Кратък роман
- Novelas a Marcia Leonarda – това е заглавието, под което се публикуват 4 новели: „Las fortunas de Diana“ (публикувана през 1621 г.), „La desdicha por la honra“, „La más prudente venganza“ y „Guzmán el Bravo“ (публикувана през 1624 г.)

### Драма

#### Комедии

##### Комедии на плаща и шпагата
- „Мадридска стомана“ – (1585 – 1588)
- El caballero del milagro (1593)
- „Валенсианската вдовица“ (1595 – 1600)
- El vaquero de Moraña (1599 – 1603)
- El sufrimiento premiado (1603)
- La prueba de los amigos (1604)
- „Нощ в Толедо“ (1605)
- „Примамките на Дениса“ (1606)
- „Изобретателната влюбена“ (1606)
- El acero de Madrid (1608)
- Los melindres de Belisa (1608)
- „Момичето от Плата“ (1610 – 12)
- Servir a señor discreto (1610 – 1612)
- „Глупавата дама“ (1613)
- La malcasada (1615)
- Santiago el verde (1615)
- El galán de la Membrilla (1615)
- El sembrar en buena tierra (1616)
- La moza de cántaro (1618)
- La cortesía de España (1619)
- Quien todo lo quiere (1620)
- „Безумците от Валенсия“ (1620)
- Amar sin saber a quién (1620 – 1622)
- ¡Ay, verdades que en amor! (1625)
- Sin secreto no hay amor (1626)
- La noche de San Juan (1631)
- „Любовите на Белила“ (1634)

##### Исторически комедии
- Los embustes de Fabia (1588 – 1595)
- Los donaires de Matico (1596)
- La quinta de Florencia (drama palatino, 1600)
- La discordia en los casados (1611)
- El perro del hortelano (1613)
- El valor de las mujeres (1616)
- Amor, pleito y desafío (1621)
- Los Tellos de Meneses (1620 – 1628)
- La hermosa fea (1630 – 1632)

##### Пасторални комедии
- Belardo el furioso (1586 – 1595)
- El verdadero amante (1588 – 1595, но Лопе твърди, че я е написал през 1575 г.)
- La Arcadia (1615)

##### Комедии за герои
- Los celos de Rodamonte (antes de 1596)
- El marqués de Mantua (1596)
- La mocedad de Roldán (1599 – 1603)
- Mujeres y criados (1613 – 1614)
- La historia de Tobías (1609)
- La hermosa Ester (1610)
- El robo de Dina (1615 – 1622)
- Los trabajos de Jacob (1620 – 1630), наричана и Sueños hay que verdad

##### Комедии на религиозна тематика
- Lo fingido verdadero (1608)
- La buena guarda (1610)
- El divino africano (1610)

##### Комедии с митилогически сюжет
- Adonis y Venus (1597 – 1603)
- El laberinto de Creta (1610 – 1615)
- La fábula de Perseo o la bella Andrómeda (1611 – 1615)
- El marido más firme (1620)
- La bella Aurora (1620 – 1625)
- El vellocino de oro (1622)
- La selva sin amor (1629)
- El amor enamorado (1630)

#### Трагедии и исторически драми
- Los comendadores de Córdoba (1596)
- El remedio en la desdicha (drama morisco, 1596)
- Vida y muerte del rey Bamba (1598), наричана още El rey Bamba или само Bamba;
- Roma abrasada (1598 – 1600)
- „Последният готски крал на Испания“ (1600)
- La imperial de Otón (1600)
- El castigo del discreto (c. 1600)
- „Великият херцог на Москва или Преследваният император“ (1606) – представя конфликта между Борис Годунов и самозванеца Дмитрий
- Peribáñez y el comendador de Ocaña (1605 – 1608)
- El duque de Viseo (1609)
- El villano en su rincón (1611)
- Los ponces de Barcelona (1610 – 1612)
- „Бастардът Мудара“ (1612)
- La locura por la honra (1612)
- Las paces de los reyes y judía de Toledo (1612)
- Fuenteovejuna (1614)
- La discreta venganza (1620)
- El mejor alcalde, el rey (1620 – 1623)
- El caballero de Olmedo (1620 – 1625)
- Porfiar hasta morir (1628)
- Contra valor no hay desdicha (1625 – 1630)
- „Наказание без отмъщение“ (1631) – „новелизирана драматична комедия“ – сюжетен прототип на драмата е новела на популярния италиански разказвач Матео Бандело
- La adúltera perdonada (1608)
- El pastor lobo y cabaña celestial
- La venta de la zarzuela
- La siega

## На български език
Много малка част от творчеството на Лопе де Вега е преведено на български език.
- „Фуенте Овехуна“ – драмата е публикувана в сб. „Испански театър. (XVI – XVII век)“ на изд. „Народна култура“, 1972 г.; превод – Никола Инджов
- „Изобретателната влюбена“, изд. Народен театър „Иван Вазов“, 1985 г.
- „Отсъстващият си е вкъщи“, изд. Свободно поетическо общество, 2002 г.
- сб. „Испанска поезия“, изд. „Народна култура“, 1980 г – съдържа преводи на някои от лирическите текстове на Лопе де Вега
- „Това са хълмовете и върбите“ / „Сонет ми иска Виоланта“ – превод на Стоян Бакърджиев, публикуван в ел. сп. „Литературен свят“, бр. 51, май 2013 г
- „Романс“ – превод на Росица Василева, публикуван в ел. сп. „Литературен свят“, бр. 78, ноември 2015 г.

На камерна сцена в Народния театър „Иван Вазов“ е представена постановката на режисьора Н. Петков по комедията „Изобретателната влюбена“, превод на Стоян Бакърджиев.
В Малък градски театър „Зад канала“ също е играна постановка по „Изобретателната влюбена“ на режисьора Елена Панайотова.

## Биографи
За Лопе де Вега са изписани множество книги – толкова, че се развива отделен клон в испанската филология, наречен лопизъм. Първият, който пише за него, е неговият близък приятел и почитател Хуан Перес де Монталбан във „Fama postuma“, 1636 г. Други негови биографи са Кайетано Алберто де ла Барера и Леирадо (Мадрид, 1890), Америко Кастро (Мадрид, 1919), Карл Вослер (Лопе де Вега и неговата епоха, Madrid, 1940), Луис Астрана Марин (Барселона, 1941), Хуакин де Ентрамбасагуас (Madrid, 1946), Рамон Гомес де ла Серна и Анхела Флорес.

## Лопе де Вега в другите изкуства
Вдъхновен, от ранните години на великия испански писател, режисьорът Андруша Уадингтън създава филмът „Лопе“ през 2010 г. В ролята на Лопе де Вега влиза Алберто Аман. По-късно той е изигран и от актьора Виктор Клавихо през 2015 г. в първия сезон на телевизионния сериал „El ministerio del tiempo“.